# Wereldkampioenschapskwalificatietoernooi schaatsen 2020/2021
Het wereldkampioenschapskwalificatietoernooi schaatsen 2020/2021 of kortweg het WK Kwalificatietoernooi of WKKT was een schaatstoernooi dat van 26 tot en met 28 december 2020 in ijshal Thialf te Heerenveen gehouden werd. Het uitgangspunt van het toernooi is de Nederlandse selecties te bepalen voor de Europese kampioenschappen schaatsen 2021 (EK) allround en sprint, de twee wedstrijden van de wereldbeker schaatsen 2020/2021 (WB), en de wereldkampioenschappen schaatsen afstanden 2021 (WK), allen eveneens in Heerenveen. Het toernooi werd live uitgezonden op NPO 1 door de NOS.

## Tijdschema
| Datum            | Afstanden                                                                                        |
| ---------------- | ------------------------------------------------------------------------------------------------ |
| 26 december 2020 | 1e 500 meter mannen 1500 meter vrouwen 2e 500 meter mannen 5000 meter mannen                     |
| 27 december 2020 | 1e 500 meter vrouwen 1500 meter mannen 2e 500 meter vrouwen 3000 meter vrouwen massastart mannen |
| 28 december 2020 | 5000 meter vrouwen 10.000 meter mannen 1000 meter vrouwen 1000 meter mannen massastart vrouwen   |

## Afstanden

### 500 meter mannen
Op de 500 meter mannen waren vijf plaatsen voor de WB en drie voor de WK te verdienen. Ook telde de afstand mee voor de kwalificatie voor de EK sprint. Er werden twee omlopen verreden en de snelste tijd telde.
| #  | Schaatser             | 1e Omloop   | 2e Omloop   | Opgeteld    | Beste Tijd | Plaatsing |
| -- | --------------------- | ----------- | ----------- | ----------- | ---------- | --------- |
| 1  | Kai Verbij            | 34,935 (4)  | 34,634 (1)  | 69,569 (1)  | 34,634     | WK+WB     |
| 2  | Dai Dai N'tab         | 34,717 (1)  | 34,864 (2)  | 69,581 (2)  | 34,717     | WK+WB     |
| 3  | Ronald Mulder         | 34,916 (2)  | 34,956 (3)  | 69,872 (3)  | 34,916     | WK+WB     |
| 4  | Hein Otterspeer       | 34,918 (3)  | DNF         | n.v.t.      | 34,918     | WB        |
| 5  | Lennart Velema        | 35,068 (5)  | 35,055 (4)  | 70,123 (4)  | 35,055     | WB        |
| 6  | Merijn Scheperkamp    | 35,338 (10) | 35,106 (5)  | 70,444 (6)  | 35,106     |           |
| 7  | Jesper Hospes         | 35,109 (6)  | 35,187 (6)  | 70,296 (5)  | 35,109     |           |
| 8  | Thomas Krol           | 35,137 (7)  | NS          | n.v.t.      | 35,137     |           |
| 9  | Kjeld Nuis            | 35,147 (8)  | NS          | n.v.t.      | 35,147     |           |
| 10 | Tijmen Snel           | 35,163 (9)  | 35,546 (10) | 70,709 (8)  | 35,163     |           |
| 11 | Gijs Esders           | 35,488 (13) | 35,260 (7)  | 70,748 (9)  | 35,260     |           |
| 12 | Janno Botman          | 35,376 (11) | 35,322 (8)  | 70,698 (7)  | 35,322     |           |
| 13 | Serge Yoro            | 35,421 (12) | 35,385 (9)  | 70,806 (10) | 35,385     |           |
| 14 | Thomas Geerdinck      | 35,588 (14) | 35,681 (12) | 71,269 (11) | 35,588     |           |
| 15 | Joost van Dobbenburgh | 35,710 (15) | 35,616 (11) | 71,326 (12) | 35,616     |           |
| 16 | Thijs Govers          | 35,864 (16) | 37,181 (21) | 73,045 (21) | 35,864     |           |
| 17 | Tom Kant              | 36,007 (17) | 35,869 (13) | 71,876 (13) | 35,869     |           |
| 18 | Mika van Essen        | 36,026 (18) | 35,910 (14) | 71,936 (14) | 35,910     |           |
| 19 | Elwin Jongman         | 36,082 (19) | 35,966 (15) | 72,048 (15) | 35,966     |           |
| 20 | Jarle Gerrits         | 36,395 (22) | 36,102 (16) | 72,497 (17) | 36,102     |           |
| 21 | Aron Romeijn          | 36,119 (20) | 36,375 (18) | 72,494 (16) | 36,119     |           |
| 22 | Sebas Diniz           | 36,614 (24) | 36,262 (17) | 72,876 (19) | 36,262     |           |
| 23 | Kai in 't Veld        | 36,287 (21) | 36,563 (20) | 72,850 (18) | 36,287     |           |
| 24 | Tim Prins             | 36,424 (23) | 36,480 (19) | 72,904 (20) | 36,424     |           |

### 1000 meter mannen
Op de 1000 meter mannen waren vijf plaatsen voor de WB en drie voor de WK te verdienen. Ook telde de afstand mee voor de kwalificatie voor de EK sprint.
| #  | Schaatser             | Tijd       | Plaatsing |
| -- | --------------------- | ---------- | --------- |
| 1  | Thomas Krol           | 1.07,36    | WK+WB     |
| 2  | Kai Verbij            | 1.07,81    | WK+WB     |
| 3  | Wesly Dijs            | 1.08,23 pr | WK+WB     |
| 4  | Hein Otterspeer       | 1.08,34    | WB        |
| 5  | Dai Dai N'tab         | 1.08,39 pr | WB        |
| 6  | Lennart Velema        | 1.08,40    |           |
| 7  | Tijmen Snel           | 1.08,48 pr |           |
| 8  | Serge Yoro            | 1.08,65 pr |           |
| 9  | Merijn Scheperkamp    | 1.08,71 pr |           |
| 10 | Louis Hollaar         | 1.08,89 pr |           |
| 11 | Gijs Esders           | 1.08,91    |           |
| 12 | Ronald Mulder         | 1.09,22(1) |           |
| 13 | Koen Verweij          | 1.09,22(8) |           |
| 14 | Janno Botman          | 1.09,66    |           |
| 15 | Mika van Essen        | 1.09,91 pr |           |
| 16 | Joost van Dobbenburgh | 1.09,98    |           |
| 17 | Jesper Hospes         | 1.10,06    |           |
| 18 | Thomas Geerdinck      | 1.10,09    |           |
| 19 | Kai in 't Veld        | 1.10,27 pr |           |
| 20 | Elwin Jongman         | 1.10,39 pr |           |
| 21 | Tom Kant              | 1.10,58    |           |
| 22 | Thijs Govers          | 1.10,88    |           |
| 23 | Jur Veenje            | 1.11,02 pr |           |
| 24 | Kjeld Nuis            | 1.46,18    |           |
| NS | Tjerk de Boer         | NS         |           |
| NS | Tim Prins             | NS         |           |

### 1500 meter mannen
Op de 1500 meter mannen waren vijf plaatsen voor de WB en drie voor de WK te verdienen. Ook telde de afstand mee voor de kwalificatie voor de EK allround.
| #  | Schaatser             | Tijd       | Plaatsing |
| -- | --------------------- | ---------- | --------- |
| 1  | Patrick Roest         | 1.43,79    | WK+WB     |
| 2  | Thomas Krol           | 1.43,85    | WK+WB     |
| 3  | Kjeld Nuis            | 1.44,68    | WK+WB     |
| 4  | Wesly Dijs            | 1.45,03 pr | WB        |
| 5  | Louis Hollaar         | 1.45,24 pr | WB        |
| 6  | Koen Verweij          | 1.45,62    |           |
| 7  | Tijmen Snel           | 1.45,73 pr |           |
| 8  | Chris Huizinga        | 1.45,83    |           |
| 9  | Marcel Bosker         | 1.46,12    |           |
| 10 | Marwin Talsma         | 1.46,20 pr |           |
| 11 | Serge Yoro            | 1.46,31 pr |           |
| 12 | Jordy van Workum      | 1.46,35 pr |           |
| 13 | Merijn Scheperkamp    | 1.47,10 pr |           |
| 14 | Joost van Dobbenburgh | 1.47,16 pr |           |
| 15 | Remo Slotegraaf       | 1.47,32 pr |           |
| 16 | Yves Vergeer          | 1.47,73 pr |           |
| 17 | Sven Kramer           | 1.47,79    |           |
| 18 | Thomas Geerdinck      | 1.47,98    |           |
| 19 | Kai in 't Veld        | 1.48,01 pr |           |
| 20 | Beau Snellink         | 1.48,17 pr |           |
| 21 | Jur Veenje            | 1.48,27 pr |           |
| 22 | Tjerk de Boer         | 1.48,75    |           |
| 23 | Victor Ramler         | 1.48,78 pr |           |
| 24 | Jeroen Janissen       | 1.49,06 pr |           |

### 5000 meter mannen
Op de 5000 meter mannen waren vijf plaatsen voor de WB en drie voor de WK te verdienen. Ook telde de afstand mee voor de kwalificatie voor de EK allround.
| #  | Schaatser        | Tijd       | Plaatsing |
| -- | ---------------- | ---------- | --------- |
| 1  | Patrick Roest    | 6.08,21 br | WK+WB     |
| 2  | Sven Kramer      | 6.12,57    | WK+WB     |
| 3  | Jorrit Bergsma   | 6.13,82    | WK+WB     |
| 4  | Marwin Talsma    | 6.13,85 pr | WB        |
| 5  | Marcel Bosker    | 6.14,04    | WB        |
| 6  | Kars Jansman     | 6.17,76 pr |           |
| 7  | Beau Snellink    | 6.18,32 pr |           |
| 8  | Chris Huizinga   | 6.22,61    |           |
| 9  | Mats Stoltenborg | 6.22,85    |           |
| 10 | Victor Ramler    | 6.24,03    |           |
| 11 | Erik Jan Kooiman | 6.24,50    |           |
| 12 | Bob de Vries     | 6.25,89    |           |
| 13 | Jan Blokhuijsen  | 6.26,13    |           |
| 14 | Remo Slotegraaf  | 6.29,72    |           |
| 15 | Bart de Vries    | 6.30,67    |           |
| 16 | Jordy van Workum | 6.30,75 pr |           |
| 17 | Crispijn Ariëns  | 6.33,88    |           |
| 18 | Ids Bouma        | 6.34,23 pr |           |
| 19 | Yves Vergeer     | 6.38,96    |           |
| DQ | Robert Bovenhuis | DQ         |           |
| NS | Koen Verweij     | NS         |           |

### 10.000 meter mannen
Op de 10.000 meter mannen waren twee plaatsen voor de WK te verdienen. De wedstrijd staat tijdens de WB niet op het programma.
| #  | Schaatser        | Tijd              | Plaatsing |
| -- | ---------------- | ----------------- | --------- |
| 1  | Patrick Roest    | 12.35,20 pr br nr | WK        |
| 2  | Jorrit Bergsma   | 12.37,72 pr       | WK        |
| 3  | Marwin Talsma    | 13.00,04          |           |
| 4  | Erik Jan Kooiman | 13.00,76          |           |
| 5  | Mats Stoltenborg | 13.01,70 pr       |           |
| 6  | Beau Snellink    | 13.04,14 pr       |           |
| 7  | Bob de Vries     | 13.08,54          |           |
| 8  | Kars Jansman     | 13.09,01          |           |
| 9  | Bart de Vries    | 13.10,79 pr       |           |
| 10 | Victor Ramler    | 13.11,45 pr       |           |
| 11 | Chris Huizinga   | 13.27,43          |           |
| DQ | Marcel Bosker    | DQ                |           |
| NS | Sven Kramer      | NS                |           |

### Massastart mannen
Op de massastart wordt de selectie voor WB en WK bepaald door de bondscoach. De afstand verliep chaotisch. Er reed een kopgroep van vijf weg die een ronde voorsprong pakte. Daarop dienden de gedubbelde schaatsers de race ter verlaten, maar deden dat niet.
| Rang | Naam              | Ronden | Spr. 1 | Spr. 2 | Spr. 3 | Eindsprint | Punten | Tijd    |
| ---- | ----------------- | ------ | ------ | ------ | ------ | ---------- | ------ | ------- |
| 1    | Sjoerd den Hertog | 16     | 2      | 1      | 2      | 60         | 65     | 7,32,13 |
| 2    | Mats Stoltenborg  | 16     | 1      | 2      | 3      | 40         | 46     | 7.32,17 |
| 3    | Bob de Vries      | 16     |        |        | 1      | 20         | 21     | 7.32,95 |
| 4    | Bart de Vries     | 16     | 3      | 3      |        | 6          | 12     | 7.33,27 |
| 5    | Robert Bovenhuis  | 16     |        |        |        | 10         | 10     | 7.33,10 |
| 6    | Crispijn Ariëns   | 15     |        |        |        |            | 0      | 7.35,14 |
| 7    | Gary Hekman       | 15     |        |        |        |            | 0      | 7.34,32 |
| 8    | Thomas Geerdinck  | 15     |        |        |        |            | 0      | 7.43,46 |
| 9    | Bart Hoolwerf     | 15     |        |        |        |            | 0      | 7.32,48 |
| 10   | Arjan Stroetinga  | 15     |        |        |        |            | 0      | 7.31,97 |
| 11   | Harm Visser       | 15     |        |        |        |            | 0      | 7.32,46 |
| 12   | Chris Huizinga    | 15     |        |        |        |            | 0      | 7.31,39 |
| 13   | Victor Ramler     | 15     |        |        |        |            | 0      | 7.32,67 |
| 14   | Marcel Bosker     | 15     |        |        |        |            | 0      | 7.37,79 |
| 15   | Beau Snellink     | 15     |        |        |        |            | 0      | 7.32,59 |
| 16   | Jordy van Workum  | 15     |        |        |        |            | 0      | 7.34,60 |
| 17   | Koen Verweij      | 15     |        |        |        |            | 0      | 7.32,97 |
| 18   | Jos de Vos        | 15     |        |        |        |            | 0      | 7.39,56 |
| 19   | Jorrit Bergsma    | 15     |        |        |        |            | 0      | 7.34,38 |
| 20   | Jeroen Janissen   | 15     |        |        |        |            | 0      | 7.34,41 |
| 21   | Ids Bouma         | 15     |        |        |        |            | 0      | 7.34,13 |
| NS   | Remo Slotegraaf   | NS     |        |        |        |            |        |         |
| NS   | Marwin Talsma     | NS     |        |        |        |            |        |         |
| NS   | Tjerk de Boer     | NS     |        |        |        |            |        |         |
| NS   | Yves Vergeer      | NS     |        |        |        |            |        |         |
| NS   | Jur Veenje        | NS     |        |        |        |            |        |         |

### 500 meter vrouwen
Op de 500 meter vrouwen waren vijf plaatsen voor de WB en drie voor de WK te verdienen. Ook telde de afstand mee voor de kwalificatie voor de EK sprint. Er werden twee omlopen verreden en de snelste tijd telde.
| #  | Schaatser           | 1e Omloop   | 2e Omloop   | Opgeteld    | Beste Tijd | Plaatsing |
| -- | ------------------- | ----------- | ----------- | ----------- | ---------- | --------- |
| 1  | Femke Kok           | 37,081 (1)  | 37,364 (1)  | 74,445 (1)  | 37,081     | WK+WB     |
| 2  | Jutta Leerdam       | 37,240 (2)  | 37,537 (2)  | 74,777 (2)  | 37,240     | WK+WB     |
| 3  | Suzanne Schulting   | 38,318 (9)  | 37,719 (3)  | 76,037 (4)  | 37,719     | WK+WB     |
| 4  | Michelle de Jong    | 37,798 (3)  | 37,821 (4)  | 75,619 (3)  | 37,798     | WB        |
| 5  | Dione Voskamp       | 37,932 (4)  | 38,197 (9)  | 76,129 (7)  | 37,932     | WB        |
| 6  | Jorien ter Mors     | 37,950 (5)  | 38,092 (6)  | 76,042 (5)  | 37,950     |           |
| 7  | Isabelle van Elst   | 38,032 (6)  | 38,093 (7)  | 76,125 (6)  | 38,032     |           |
| 8  | Marrit Fledderus    | 38,305 (8)  | 38,051 (5)  | 76,356 (8)  | 38,051     |           |
| 9  | Selma Poutsma       | 38,660 (14) | 38,179 (8)  | 76,839 (10) | 38,179     |           |
| 10 | Esmé Stollenga      | 38,187 (7)  | DQ          | n.v.t.      | 38,187     |           |
| 11 | Janine Smit         | 38,326 (10) | 38,211 (10) | 76,537 (9)  | 38,211     |           |
| 12 | Helga Drost         | 38,511 (12) | 38,434 (11) | 76,945 (11) | 38,434     |           |
| 13 | Femke Beuling       | 38,509 (11) | 38,464 (12) | 76,973 (12) | 38,464     |           |
| 14 | Marijke Groenewoud  | 38,575 (13) | NS          | n.v.t.      | 38,575     |           |
| 15 | Maud Lugters        | 38,728 (15) | NF          | n.v.t.      | 38,728     |           |
| 16 | Elisa Dul           | 38,843 (16) | 38,764 (13) | 77,607 (13) | 38,764     |           |
| 17 | Marit Van Beijnum   | 39,155 (18) | 38,906 (14) | 78,061 (14) | 38,906     |           |
| 18 | Letitia de Jong     | 39,163 (19) | 38,931 (15) | 78,094 (15) | 38,931     |           |
| 19 | Naomi Verkerk       | 39,051 (17) | NF          | n.v.t.      | 39,051     |           |
| 20 | Gioya Lancee        | 39,239 (20) |             | n.v.t.      | 39,239     |           |
| 21 | Lotte van Beek      | 39,352 (21) |             | n.v.t.      | 39,352     |           |
| 22 | Sacha van der Weide | 39,359 (22) | 39,626 (16) | 78,985 (16) | 39,359     |           |
| 23 | Sanneke de Neeling  | 39,401 (23) | 40,586 (17) | 79,987 (17) | 39,401     |           |

### 1000 meter vrouwen
Op de 1000 meter vrouwen waren vijf plaatsen voor de WB en drie voor de WK te verdienen. Ook telde de afstand mee voor de kwalificatie voor de EK sprint.
| #  | Schaatser          | Tijd       | Plaatsing |
| -- | ------------------ | ---------- | --------- |
| 1  | Jutta Leerdam      | 1.13,42    | WK+WB     |
| 2  | Jorien ter Mors    | 1.13,70    | WK+WB     |
| 3  | Suzanne Schulting  | 1.13,97 pr | WK+WB     |
| 4  | Femke Kok          | 1.14,10 pr | WB        |
| 5  | Antoinette de Jong | 1.14,13 pr | WB        |
| 6  | Ireen Wüst         | 1.14,32    |           |
| 7  | Michelle de Jong   | 1.14,66 pr |           |
| 8  | Melissa Wijfje     | 1.15,05 pr |           |
| 9  | Marijke Groenewoud | 1.15,20 pr |           |
| 10 | Elisa Dul          | 1.15,22    |           |
| 11 | Isabelle van Elst  | 1.15,84    |           |
| 12 | Gioya Lancee       | 1.16,03 pr |           |
| 13 | Marrit Fledderus   | 1.16,08    |           |
| 14 | Helga Drost        | 1.16,14    |           |
| 15 | Selma Poutsma      | 1.16,25 pr |           |
| 16 | Dione Voskamp      | 1.16,38 pr |           |
| 17 | Joy Beune          | 1.16,43    |           |
| 18 | Lotte van Beek     | 1.16,60    |           |
| 19 | Esmé Stollenga     | 1.16,74    |           |
| 20 | Sanneke de Neeling | 1.16,83    |           |
| 21 | Letitia de Jong    | 1.16,84    |           |
| 22 | Maud Lugters       | 1.17,16 pr |           |
| 23 | Femke Beuling      | 1.17,83    |           |
| 24 | Leonie Bats        | 1.18,22 pr |           |

### 1500 meter vrouwen
Op de 1500 meter vrouwen waren vijf plaatsen voor de WB en drie voor de WK te verdienen. Ook telde de afstand mee voor de kwalificatie voor de EK allround.
| #  | Schaatser           | Tijd          | Plaatsing |
| -- | ------------------- | ------------- | --------- |
| 1  | Antoinette de Jong  | 1,54,27       | WK+WB     |
| 2  | Ireen Wüst          | 1.54,98       | WK+WB     |
| 3  | Melissa Wijfje      | 1.55,37       | WK+WB     |
| 4  | Irene Schouten      | 1.55,70 pr    | WB        |
| 5  | Jorien ter Mors     | 1.56,10       | WB        |
| 6  | Joy Beune           | 1.56,19       |           |
| 7  | Marijke Groenewoud  | 1.56,85 pr    |           |
| 8  | Reina Anema         | 1.56,97       |           |
| 9  | Gioya Lancee        | 1.57,69 pr    |           |
| 10 | Aveline Hijlkema    | 1.57,78 pr    |           |
| 11 | Elisa Dul           | 1.57,81       |           |
| 12 | Robin Groot         | 1.58,36 pr    |           |
| 13 | Lotte van Beek      | 1.58,38(5)    |           |
| 14 | Esther Kiel         | 1.58,38(6) pr |           |
| 15 | Roza Blokker        | 1.58,59       |           |
| 16 | Evelien Vijn        | 1.59,25 pr    |           |
| 17 | Sanneke de Neeling  | 1.59,35       |           |
| 18 | Sanne in 't Hof     | 1.59,76       |           |
| 19 | Myrthe de Boer      | 2.00,31 pr    |           |
| 20 | Carlijn Achtereekte | 2.00,77       |           |
| 21 | Ineke Dedden        | 2.01,16       |           |
| 22 | Bente Kerkhoff      | 2.02,08 pr    |           |
| 23 | Leonie Bats         | 2.02,11 pr    |           |
| 24 | Sterre Jonkers      | 2.05,50       |           |
| NS | Merel Conijn        | NS            |           |

### 3000 meter vrouwen
Op de 3000 meter vrouwen waren vijf plaatsen voor de WB en drie voor de WK te verdienen. Ook telde de afstand mee voor de kwalificatie voor de EK allround.
| #  | Schaatser           | Tijd       | Plaatsing |
| -- | ------------------- | ---------- | --------- |
| 1  | Antoinette de Jong  | 3.57,32 br | WK+WB     |
| 2  | Irene Schouten      | 3.57,87 pr | WK+WB     |
| 3  | Joy Beune           | 3.59,89    | WK+WB     |
| 4  | Reina Anema         | 4.01,12 pr | WB        |
| 5  | Melissa Wijfje      | 4.01,55    | WB        |
| 6  | Esmee Visser        | 4.02,23    |           |
| 7  | Carlijn Achtereekte | 4.03,01    |           |
| 8  | Ireen Wüst          | 4.03,53    |           |
| 9  | Gioya Lancee        | 4.06,25 pr |           |
| 10 | Aveline Hijlkema    | 4.06,70 pr |           |
| 11 | Sanne in 't Hof     | 4.06,97 pr |           |
| 12 | Evelien Vijn        | 4.07,71    |           |
| 13 | Esther Kiel         | 4.08,90    |           |
| 14 | Roza Blokker        | 4.09,23    |           |
| 15 | Maaike Verweij      | 4.09,49 pr |           |
| 16 | Robin Groot         | 4.09,86 pr |           |
| 17 | Ineke Dedden        | 4.09,87    |           |
| 18 | Bente Kerkhoff      | 4.14,61 pr |           |
| 19 | Merel Conijn        | 4.14,75    |           |
| 20 | Eline Jansen        | 4.16,75    |           |
| NS | Sterre Jonkers      | NS         |           |
| NS | Marijke Groenewoud  | NS         |           |

### 5000 meter vrouwen
Op de 5000 meter vrouwen waren twee plaatsen voor de WK te verdienen. De wedstrijd staat tijdens de WB niet op het programma.
| #  | Schaatser           | Tijd       | Plaatsing |
| -- | ------------------- | ---------- | --------- |
| 1  | Irene Schouten      | 6.51,45    | WK        |
| 2  | Carlijn Achtereekte | 6.55,90    | WK        |
| 3  | Esmee Visser        | 6.59,15    |           |
| 4  | Joy Beune           | 7.00,93    |           |
| 5  | Reina Anema         | 7.03,77    |           |
| 6  | Sanne in 't Hof     | 7.07,53 pr |           |
| 7  | Aveline Hijlkema    | 7.10,24 pr |           |
| 8  | Maaike Verweij      | 7.12,40 pr |           |
| 9  | Evelien Vijn        | 7.12,71 pr |           |
| 10 | Esther Kiel         | 7.14,23    |           |
| 11 | Roza Blokker        | 7.14,74    |           |
| 12 | Robin Groot         | 7.22,92 pr |           |
| NS | Merel Conijn        | NS         |           |
| NS | Antoinette de Jong  | NS         |           |
| NS | Melissa Wijfje      | NS         |           |
| NS | Ireen Wüst          | NS         |           |

### Massastart vrouwen
Op de massastart wordt de selectie voor WB en WK bepaald door de bondscoach. De wedstrijd kende geen noemenswaardige kopgroepen en eindigde in een massasprint.
| Rang | Naam                | Ronden | Spr. 1 | Spr. 2 | Spr. 3 | Eindsprint | Punten | Tijd    |
| ---- | ------------------- | ------ | ------ | ------ | ------ | ---------- | ------ | ------- |
| 1    | Irene Schouten      | 16     |        |        |        | 60         | 60     | 8,21,05 |
| 2    | Suzanne Schulting   | 16     |        |        | 1      | 40         | 41     | 8.21,25 |
| 3    | Marijke Groenewoud  | 16     |        |        | 2      | 20         | 22     | 8.21,59 |
| 4    | Bente Kerkhoff      | 16     |        |        |        | 10         | 10     | 8.23,56 |
| 5    | Evelien Vijn        | 16     |        |        |        | 6          | 6      | 8.23,91 |
| 6    | Melissa Wijfje      | 16     | 1      | 2      | 3      |            | 6      | 8.30,47 |
| 7    | Elisa Dul           | 16     |        |        |        | 3          | 3      | 8.24,11 |
| 8    | Eline Jansen        | 16     |        | 1      |        |            | 1      | 8.35,57 |
| 9    | Sandra Dekker       | 16     |        |        |        |            | 0      | 8.24,80 |
| 10   | Robin Groot         | 16     |        |        |        |            | 0      | 8.25,26 |
| 11   | Manon Kamminga      | 16     |        |        |        |            | 0      | 8.25,54 |
| 12   | Roza Blokker        | 16     |        |        |        |            | 0      | 8.26,20 |
| 13   | Esther Kiel         | 16     |        |        |        |            | 0      | 8.26,22 |
| 14   | Ineke Dedden        | 16     |        |        |        |            | 0      | 8.26,85 |
| 15   | Gioya Lancee        | 16     |        |        |        |            | 0      | 8.27,94 |
| 16   | Chantal Hendriks    | 16     |        |        |        |            | 0      | 8.27,97 |
| 17   | Maaike Verweij      | 16     |        |        |        |            | 0      | 8.28,00 |
| 18   | Merel Conijn        | 16     |        |        |        |            | 0      | 8.29,48 |
| 19   | Sanneke de Neeling  | 16     |        |        |        |            | 0      | 8.51,49 |
| 20   | Myrthe de Boer      | 16     |        |        |        |            | 0      | 9.29,33 |
| 21   | Isabelle van Elst   | 14     |        |        |        |            | 0      | 8.43,33 |
| 22   | Eline van Voorden   | 13     | 3      |        |        |            | 0      | 7.18,14 |
| 23   | Naomi van der Werf  | 12     |        |        |        |            | 0      | 7.22,51 |
| 24   | Jorien ter Mors     | 11     |        | 3      |        |            | 0      | 6.12,11 |
| 25   | Aveline Hijlkema    | 10     | 2      |        |        |            | 0      | 5.33,73 |
| 26   | Sanne in 't Hof     | 10     |        |        |        |            | 0      | 5.33,86 |
| NS   | Carlijn Achtereekte | NS     |        |        |        |            |        |         |
| NS   | Antoinette de Jong  | NS     |        |        |        |            |        |         |
| NS   | Esmee Visser        | NS     |        |        |        |            |        |         |

## Klassementen

### Sprint mannen
Voor de kwalificatie voor de EK sprint mannen werd de beste 500 meter opgeteld bij de 1000 meter. Nederlands kampioen Hein Otterspeer was reeds geplaatst en er waren nog twee plaatsen te verdienen.
| #  | Schaatser             | Beste 500 meter | 1000 meter   | Klassement | Plaatsing |
| -- | --------------------- | --------------- | ------------ | ---------- | --------- |
| 1  | Kai Verbij            | 34,63 (1)       | 1.07,81 (2)  | 68,535     | EK        |
| 2  | Thomas Krol           | 35,13 (8)       | 1.07,36 (1)  | 68,810     | EK        |
| 3  | Dai Dai N'tab         | 34,71 (2)       | 1.08,39 (5)  | 68,905     |           |
| 4  | Hein Otterspeer       | 34,91 (4)       | 1.08,34 (4)  | 69,080     | EK        |
| 5  | Lennart Velema        | 35,05 (5)       | 1.08,40 (6)  | 69,250     |           |
| 6  | Tijmen Snel           | 35,16 (10)      | 1.08,48 (7)  | 69,400     |           |
| 7  | Merijn Scheperkamp    | 35,10 (6)       | 1.08,71 (9)  | 69,455     |           |
| 8  | Ronald Mulder         | 34,91 (3)       | 1.09,22 (12) | 69,520     |           |
| 9  | Serge Yoro            | 35,38 (13)      | 1.08,65 (8)  | 69,705     |           |
| 10 | Gijs Esders           | 35,26 (11)      | 1.08,91 (11) | 69,715     |           |
| 11 | Jesper Hospes         | 35,10 (7)       | 1.10,06 (17) | 70,130     |           |
| 12 | Janno Botman          | 35,32 (12)      | 1.09,66 (14) | 70,150     |           |
| 13 | Joost van Dobbenburgh | 35,61 (15)      | 1.09,98 (16) | 70,600     |           |
| 14 | Thomas Geerdinck      | 35,58 (14)      | 1.10,09 (18) | 70,625     |           |
| 15 | Mika van Essen        | 35,91 (18)      | 1.09,91 (15) | 70,865     |           |
| 16 | Tom Kant              | 35,86 (17)      | 1.10,58 (21) | 71,150     |           |
| 17 | Elwin Jongman         | 35,96 (19)      | 1.10,39 (20) | 71,155     |           |
| 18 | Thijs Govers          | 35,86 (16)      | 1.10,88 (22) | 71,300     |           |
| 19 | Kai in 't Veld        | 36,28 (23)      | 1.10,27 (19) | 71,415     |           |
| 20 | Kjeld Nuis            | 35,14 (9)       | 1.46,18 (24) | 88,230     |           |

### Allround mannen
Voor de kwalificatie voor de EK allround mannen werd de 1500 meter opgeteld bij de 5000 meter. Nederlands kampioen Patrick Roest was reeds geplaatst en er waren nog twee plaatsen te verdienen.
| #  | Schaatser        | 1500 meter   | 5000 meter   | Klassement | Plaatsing |
| -- | ---------------- | ------------ | ------------ | ---------- | --------- |
| 1  | Patrick Roest    | 1.43,79 (1)  | 6.08,21 (1)  | 71,417     | EK        |
| 2  | Marcel Bosker    | 1.46,12 (9)  | 6.14,04 (5)  | 72,777     | EK        |
| 3  | Marwin Talsma    | 1.46,20 (10) | 6.13,85 (4)  | 72,785     | EK        |
| 4  | Sven Kramer      | 1.47,79 (17) | 6.12,57 (2)  | 73,187     |           |
| 5  | Chris Huizinga   | 1.45,83 (8)  | 6.22,61 (8)  | 73,537     |           |
| 6  | Beau Snellink    | 1.48,17 (20) | 6.18,32 (7)  | 73,888     |           |
| 7  | Jordy van Workum | 1.46,35 (12) | 6.30,75 (16) | 74,525     |           |
| 8  | Victor Ramler    | 1.48,78 (23) | 6.24,03 (10) | 74,663     |           |
| 9  | Remo Slotegraaf  | 1.47,32 (15) | 6.29,72 (14) | 74,745     |           |
| 10 | Yves Vergeer     | 1.47,73 (16) | 6.38,96 (19) | 75,806     |           |

### Sprint vrouwen
Voor de kwalificatie voor de EK sprint vrouwen werd de beste 500 meter opgeteld bij de 1000 meter. Nederlands kampioen Jutta Leerdam was reeds geplaatst en er waren nog twee plaatsen te verdienen. Suzanne Schulting zou haar EK-plek niet innemen in verband met de voorbereiding op de Europese kampioenschappen shorttrack 2021.
| #  | Schaatser          | Beste 500 meter | 1000 meter   | Klassement | Plaatsing |
| -- | ------------------ | --------------- | ------------ | ---------- | --------- |
| 1  | Jutta Leerdam      | 37,24 (2)       | 1.13,42 (1)  | 73,950     | EK        |
| 2  | Femke Kok          | 37,08 (1)       | 1.14,10 (4)  | 74,130     | EK        |
| 3  | Suzanne Schulting  | 37,71 (3)       | 1.13,97 (3)  | 74,695     | EK        |
| 4  | Jorien ter Mors    | 37,95 (6)       | 1.13,70 (2)  | 74,800     |           |
| 5  | Michelle de Jong   | 37,79 (4)       | 1.14,66 (7)  | 75,120     |           |
| 6  | Isabelle van Elst  | 38,03 (7)       | 1.15,84 (11) | 75,950     |           |
| 7  | Marrit Fledderus   | 38,05 (8)       | 1.16,08 (13) | 76,090     |           |
| 8  | Dione Voskamp      | 37,93 (5)       | 1.16,38 (16) | 76,120     |           |
| 9  | Marijke Groenewoud | 38,57 (14)      | 1.15,20 (9)  | 76,170     |           |
| 10 | Selma Poutsma      | 38,17 (9)       | 1.16,25 (15) | 76,295     |           |
| 11 | Elisa Dul          | 38,76 (16)      | 1.15,22 (10) | 76,370     |           |
| 12 | Helga Drost        | 38,43 (12)      | 1.16,14 (14) | 76,500     |           |
| 13 | Esmé Stollenga     | 38,18 (10)      | 1.16,74 (19) | 76,550     |           |
| 14 | Gioya Lancee       | 39,23 (20)      | 1.16,03 (12) | 77,245     |           |
| 15 | Maud Lugters       | 38,72 (15)      | 1.17,16 (22) | 77,300     |           |
| 16 | Letitia de Jong    | 38,93 (18)      | 1.16,84 (21) | 77,350     |           |
| 17 | Femke Beuling      | 38,46 (13)      | 1.17,83 (23) | 77,375     |           |
| 18 | Lotte van Beek     | 39,35 (21)      | 1.16,60 (18) | 77,650     |           |
| 19 | Sanneke de Neeling | 39,40 (23)      | 1.16,83 (20) | 77,815     |           |

### Allround vrouwen
Voor de kwalificatie voor de EK allround mannen werd de 1500 meter opgeteld bij de 3000 meter. Nederlands kampioen Antoinette de Jong was reeds geplaatst en er waren nog twee plaatsen te verdienen.
| #  | Schaatser           | 1500 meter   | 3000 meter   | Klassement | Plaatsing |
| -- | ------------------- | ------------ | ------------ | ---------- | --------- |
| 1  | Antoinette de Jong  | 1,54,27 (1)  | 3.57,32 (1)  | 77,643     | EK        |
| 2  | Irene Schouten      | 1.55,70 (4)  | 3.57,87 (2)  | 78,211     | EK        |
| 3  | Joy Beune           | 1.56,19 (6)  | 3.59,89 (3)  | 78,711     | EK        |
| 4  | Melissa Wijfje      | 1.55,37 (3)  | 4.01,55 (5)  | 78,714     |           |
| 5  | Ireen Wüst          | 1.54,98 (2)  | 4.03,53 (8)  | 78,914     |           |
| 6  | Reina Anema         | 1.56,97 (8)  | 4.01,12 (4)  | 79,176     |           |
| 7  | Gioya Lancee        | 1.57,69 (9)  | 4.06,25 (9)  | 80,271     |           |
| 8  | Aveline Hijlkema    | 1.57,78 (10) | 4.06,70 (10) | 80,376     |           |
| 9  | Carlijn Achtereekte | 2.00,77 (20) | 4.03,01 (7)  | 80,757     |           |
| 10 | Esther Kiel         | 1.58,38 (14) | 4.08,90 (13) | 80,943     |           |
| 11 | Evelien Vijn        | 1.59,25 (16) | 4.07,71 (12) | 81,035     |           |
| 12 | Roza Blokker        | 1.58,59 (15) | 4.09,23 (14) | 81,068     |           |
| 13 | Sanne in 't Hof     | 1.59,76 (18) | 4.06,97 (11) | 81,081     |           |
| 14 | Robin Groot         | 1.58,36 (12) | 4.09,86 (16) | 81,096     |           |
| 15 | Ineke Dedden        | 2.01,16 (21) | 4.09,87 (17) | 82,031     |           |
| 16 | Bente Kerkhoff      | 2.02,08 (22) | 4.14,61 (18) | 83,128     |           |